# 2944 Peyo
2944 Peyo је астероид главног астероидног појаса са средњом удаљеношћу од Сунца која износи 2,649 астрономских јединица (АЈ).
Апсолутна магнитуда астероида је 12,8.